# 平塔达斯
平塔达斯（葡萄牙語：Pintadas）是巴西巴伊亚州的一个市镇。总面积531.4平方公里，总人口10760人，人口密度20.2人/平方公里。